# Дријенак
Дријенак је насеље у општини Колашин у Црној Гори. Према попису из 2003. било је 533 становника (према попису из 1991. било је 444 становника).

## Демографија
У насељу Дријенак живи 360 пунолетних становника, а просечна старост становништва износи 31,9 година (30,9 код мушкараца и 32,8 код жена). У насељу има 130 домаћинстава, а просечан број чланова по домаћинству је 4,10.
Становништво у овом насељу веома је хетерогено, а у последња три пописа, примећен је пораст у броју становника.
|  |

| Демографија | Демографија | Демографија |
| Година      | Становника  | Становника  |
| ----------- | ----------- | ----------- |
|             |             |             |
|             |             |             |
|             |             |             |
|             |             |             |
| 1948.       | 192         |             |
| 1953.       | 199         |             |
| 1961.       | 272         |             |
| 1971.       | 234         |             |
| 1981.       | 305         |             |
| 1991.       | 444         | 443         |
| 2003.       | 533         | 533         |
|             |             |             |

| Етнички састав према попису из 2003.‍ | Етнички састав према попису из 2003.‍ | Етнички састав према попису из 2003.‍ | Етнички састав према попису из 2003.‍ | Етнички састав према попису из 2003.‍ |
| ------------------------------------ | ------------------------------------ | ------------------------------------ | ------------------------------------ | ------------------------------------ |
|                                      |                                      |                                      |                                      |                                      |
| Срби                                 | Срби                                 |                                      | 289                                  | 54,22%                               |
| Црногорци                            | Црногорци                            |                                      | 239                                  | 44,84%                               |
| Немци                                | Немци                                |                                      | 1                                    | 0,18%                                |
| непознато                            | непознато                            |                                      | 0                                    | 0,0%                                 |

| Година пописа     | 1948. | 1953. | 1961. | 1971. | 1981. | 1991. | 2003. |
| ----------------- | ----- | ----- | ----- | ----- | ----- | ----- | ----- |
| Број домаћинстава | 55    | 51    | 74    | 61    | 78    | 122   | 130   |

| Број чланова      | 1   | 2  | 3  | 4  | 5  | 6  | 7  | 8 | 9 | 10 и више | Просек |
| ----------------- | --- | -- | -- | -- | -- | -- | -- | - | - | --------- | ------ |
| Број домаћинстава | 130 | 20 | 15 | 11 | 28 | 27 | 14 | 8 | 3 | 2         | 2      |

| Пол    | Укупно | Неожењен/Неудата | Ожењен/Удата | Удовац/Удовица | Разведен/Разведена | Непознато |
| ------ | ------ | ---------------- | ------------ | -------------- | ------------------ | --------- |
| Мушки  | 199    | 90               | 102          | 4              | 3                  | 0         |
| Женски | 201    | 64               | 101          | 24             | 12                 | 0         |
| УКУПНО | 400    | 154              | 203          | 28             | 15                 | 0         |

| Пол    | Укупно                    | Пољопривреда, лов и шумарство | Рибарство                            | Вађење руде и камена | Прерађивачка индустрија       |
| ------ | ------------------------- | ----------------------------- | ------------------------------------ | -------------------- | ----------------------------- |
| Мушки  | 104                       | 11                            | 0                                    | 0                    | 28                            |
| Женски | 54                        | 3                             | 0                                    | 0                    | 14                            |
| УКУПНО | 158                       | 14                            | 0                                    | 0                    | 42                            |
| Пол    | Производња и снабдевање   | Грађевинарство                | Трговина                             | Хотели и ресторани   | Саобраћај, складиштење и везе |
| Мушки  | 3                         | 1                             | 4                                    | 9                    | 8                             |
| Женски | 0                         | 0                             | 8                                    | 8                    | 1                             |
| УКУПНО | 3                         | 1                             | 12                                   | 17                   | 9                             |
| Пол    | Финансијско посредовање   | Некретнине                    | Државна управа и одбрана             | Образовање           | Здравствени и социјални рад   |
| Мушки  | 0                         | 1                             | 25                                   | 1                    | 2                             |
| Женски | 3                         | 0                             | 5                                    | 7                    | 3                             |
| УКУПНО | 3                         | 1                             | 30                                   | 8                    | 5                             |
| Пол    | Остале услужне активности | Приватна домаћинства          | Екстериторијалне организације и тела | Непознато            | Непознато                     |
| Мушки  | 5                         | 0                             | 0                                    | 6                    | 6                             |
| Женски | 2                         | 0                             | 0                                    | 0                    | 0                             |
| УКУПНО | 7                         | 0                             | 0                                    | 6                    | 6                             |